# Route nationale 8 (France métropolitaine)
Pour les articles homonymes, voir N8 et Route nationale 8.
La route nationale 8, ou RN 8, était une route nationale française reliant Aix-en-Provence (Bouches-du-Rhône) à Toulon (Var) en passant par Marseille (Bouches-du-Rhône). 
À la suite du transfert de routes nationales aux départements de 2006, elle est devenue D 8N dans les Bouches-du-Rhône et D N8 dans le Var.

## D'Aix-en-Provence à Toulon
Les communes traversées sont :
Dans les Bouches-du-Rhône 
- Aix-en-Provence (km 0)
- Bouc-Bel-Air
- Septèmes-les-Vallons
- Marseille (km 30)
- La Penne-sur-Huveaune
- Aubagne (km 47)
- Gémenos
- Cuges-les-Pins

Dans le Var 
- Le Castellet
- Le Beausset (km 77)
- Evenos
- Ollioules
- Toulon (km 94)

## Itinéraire

### D'Aix-en-Provence à Marseille

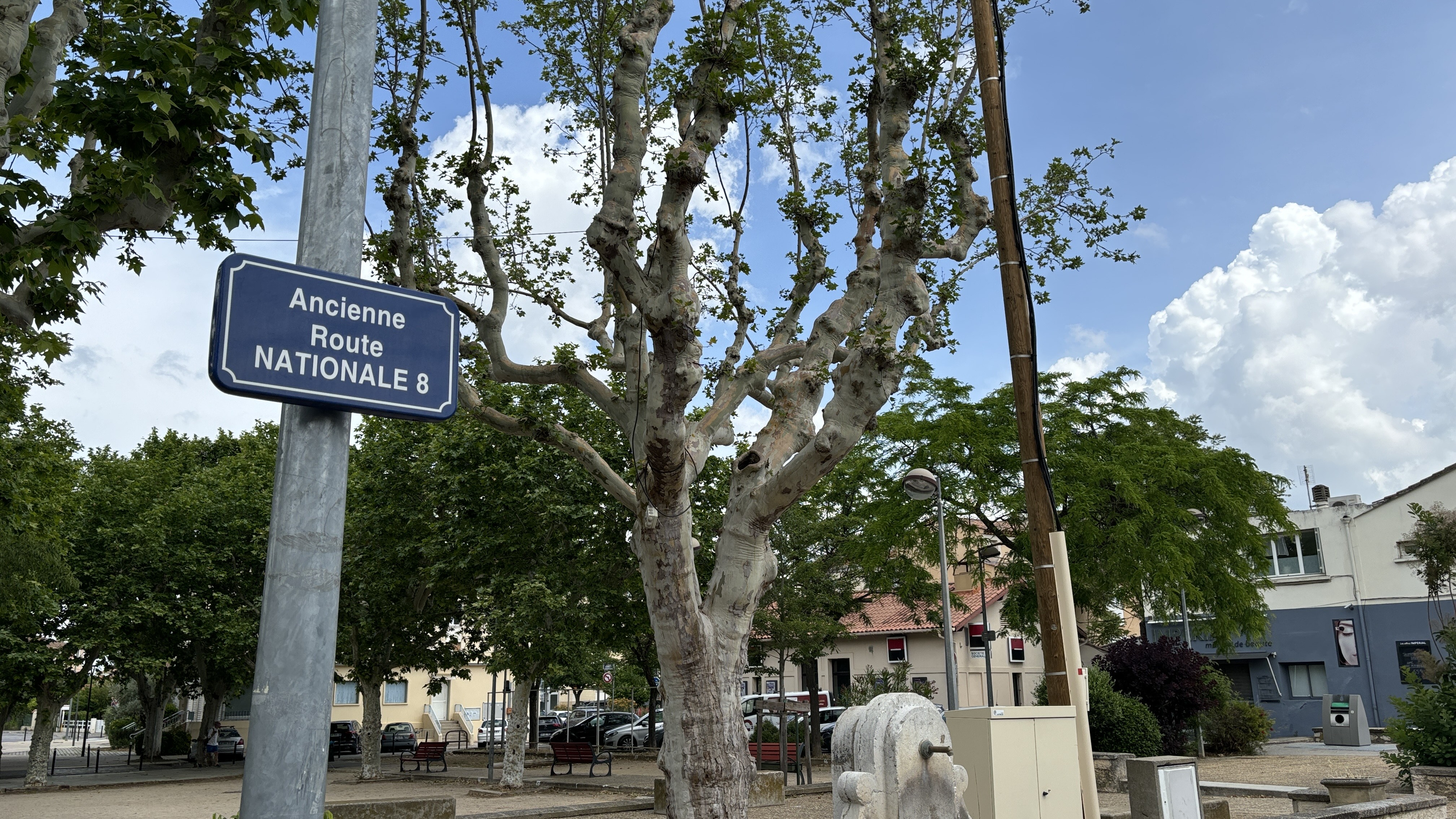
Plaque de rue mentionnant l'ancienne route nationale 8 à Luynes.

La D8N commence dans les quartiers Sud d'Aix-en-Provence, au niveau de l'échangeur 30b de l'autoroute A8, qu'elle franchit par un autopont avant d'enjamber l'Arc, qui longe l'autoroute. Elle traverse ensuite le quartier pavillonnaire de Bellevue sous la forme d'une avenue bordée de platanes, puis en sort dans une longue ligne droite entrecoupée de deux créneaux de dépassement en 2+1 voies. Elle passe ensuite au-dessus de la ligne de Lyon à Marseille via Grenoble et entre dans le village de Luynes. Juste après ce village elle croise la D7 par un échangeur et franchit le ruisseau de la Luynes. La route longe ensuite l'autoroute A51, qui capte une grande partie du trafic automobile Marseille-Aix. Cette section est donc peu aménagée jusqu'à Marseille, et traverse de nombreux villages et hameaux comme Septème-les-Vallons, avant d'entrer dans la ville de Marseille en passant sous l'autoroute A7 et à proximité immédiate de l'hôpital Nord. Elle perd alors son caractère départemental et traverse successivement les quartiers de Saint-Antoine, La Viste, Saint-Louis-les-Aygualades, Les Crottes et La Villette avant de passer en tunnel sous le carrefour de la gare Saint-Charles.

### De Marseille à Toulon
La route nationale de Marseille à Toulon commence avec le cours Gouffé. Elle traverse la place de Pologne, à la hauteur de l'échangeur de l'autoroute A50, avant de filer plein Est en direction de Toulon. Elle emprunte la vallée de l'Huveaune jusqu'à Aubagne, à la structure extrêmement dense, et où elle côtoie également l'autoroute A50 et la ligne de chemin de fer de Marseille à Vintimille. Les sols de cette portion de la vallée, initialement voués aux cultures maraîchères, offrent un tissu ininterrompu de constructions extrêmement concentré et aux vocations très diverses, alors que la route a conservé un caractère très provincial. En effet, elle traverse les anciennes communes agricoles de Saint-Loup, La Valbarelle et Saint-Marcel, dont l'urbanisation visiblement non concertée voire anarchique, mêle très étroitement des noyaux urbains anciens et zones d'habitation modernes aux zones industrielles - y compris industrie chimique! et commerciales (Zone de la Valentine-La Barasse) jusqu'à la plaine agro-commerciale d'Aubagne-Gèmenos (Zone des Paluds.) La route arrive ensuite à Aubagne, dont elle dessert le centre-ville et croise à la sortie l'autoroute A52 via un échangeur et l'A502. par un carrefour giratoire. Elle prend alors la forme d'une 2x2 voies séparées entrecoupée de ronds-points à travers la vaste zone industrielle des Paluds, qui s'interrompt au carrefour avec la RD396. La route entame maintenant l'ascension du col de l'Ange, section accidentogène à deux voies étroites, en pente et entrecoupée de virages serrés. L'urbanisation se fait alors moins dense, mais cela ne dure guère : juste après le col, la route forme une longue ligne droite et dessert le village de Cuges-les-Pins. Après cette zone urbanisée, la départementale franchit quelques collines en décrivant de larges courbes, et retrouve la plaine en pénétrant le département du Var et en passant à proximité du circuit Paul-Ricard, situé au cœur d'une vaste pinède. Après le circuit, la route entame sa descente vers la mer, avec une section là encore accidentogène se terminant au village du Beausset. Après une ligne droite, la route suit la vallée tortueuse et très encaissée de la Reppe, puis dessert Ollioules et longe l'autoroute A50 jusqu'à Toulon.